# Nueva Democracia (Grecia)
Nueva Democracia (ND; en griego, Νέα Δημοκρατία, Néa Dimokratía, AFI: [ˈnea ðimokɾaˈtia]) es el principal partido de centroderecha y uno de los partidos mayoritarios de Grecia. Fue fundado en 1974 por Konstantinos Karamanlis y formó parte del tercer gobierno de la Tercera República Helena. Después de servir en el Gobierno de Grecia desde 2004 hasta 2009, fue derrotada en las elecciones de ese mismo año por el PASOK. Después de la derrota, el anterior presidente Kostas Karamanlis, sobrino del fundador del partido, dimitió y Antonis Samarás fue elegido como nuevo presidente del partido mediante una elección para la dirección en noviembre de 2009. Nueva Democracia fue entre 2015 y 2019 el principal partido de la oposición en el parlamento Heleno después de su gran derrota en las elecciones generales griegas de 2015 (volvió al poder entre 2012 y enero de 2015) en las que fue superado claramente por el izquierdista SYRIZA. Nueva Democracia es miembro del Partido Popular Europeo y actualmente cuenta con 8 representantes en el parlamento europeo. El 5 de julio de 2015, tras los malos resultados en las elecciones y la gran derrota en el referéndum, su presidente Antonis Samaras dimitió. Actualmente Kyriakos Mitsotakis desempeña la presidencia del partido y bajo su liderazgo, el partido volvió al poder al ganar las elecciones legislativas de 2019
Actualmente cuenta con 158 escaños en el Consejo de los Helenos. El partido obtuvo el 33% de los votos en las elecciones europeas de 2019.
Obtuvo mayoría absoluta en las elecciones parlamentarias de 2019, regresando al poder con el primer ministro Kyriakos Mitsotakis. Nueva Democracia consiguió atraer a personalidades y votantes de extrema derecha. Una parte del electorado de Amanecer Dorado se decantó por él, pero también las principales figuras de Concentración Popular Ortodoxa, entre ellas su antiguo líder Spyrídon-Ádonis Georgiádis (nombrado ministro de Crecimiento e Inversión en el nuevo Gobierno de Kyriakos Mitsotakis) o Mavroudís Vorídis (ahora ministro de Agricultura y portavoz de Nueva Democracia). El historiador Dimitris Kousouris afirma que "el partido quiere crear un bloque bastante amplio con todas las fuerzas conservadoras y nacionalistas, y hay varios políticos de extrema derecha en él."

## Historia

### Fundación
Nueva Democracia fue fundada el 4 de octubre de 1974 por Konstantinos Karamanlis, al comienzo de la era metapolitefsi tras la caída de la junta militar griega. Karamanlis, que ya se había desempeñado como primer ministro de Grecia de 1955 a 1963, prestó juramento como primer ministro de la Tercera República Helénica en un gobierno de unidad nacional el 24 de julio de 1974, hasta las primeras elecciones libres de la nueva era. Tenía la intención de que Nueva Democracia fuera un partido político más moderno y progresista que los partidos de derecha que gobernaron Grecia antes del golpe de Estado griego de 1967, incluida su propia Unión Nacional Radical (ERE). La ideología del partido se definió como 'liberalismo radical', término definido como 'el predominio de las reglas del libre mercado con la intervención decisiva del estado a favor de la justicia social'. El partido se formó a partir de miembros disidentes de la Unión de Centro anterior a la Junta y la Unión Radical Nacional, ambos de ex monárquicos y venizelistas.

### Primer gobierno (1974-1981)
En las elecciones legislativas de 1974, Nueva Democracia obtuvo una mayoría parlamentaria masiva de 220 escaños con un récord del 54,37% de los votos, resultado atribuido al atractivo personal de Karamanlis para el electorado. Karamanlis fue elegido Primer ministro y pronto decidió celebrar un referéndum el 8 de diciembre de 1974 sobre la cuestión de la forma de gobierno; con una gran mayoría del 69,17%, la monarquía finalmente fue abolida en favor de una república. El siguiente tema importante para el gabinete de Nueva Democracia fue la creación de la Constitución de Grecia, que entró en vigor en 1975 y estableció a Grecia como una república parlamentaria. El 12 de junio de 1975, Grecia solicitó su ingreso en las Comunidades Europeas, de las que ya era miembro asociado desde 1961, mientras que ya había sido readmitida en el Consejo de Europa el 28 de noviembre de 1974.
En las elecciones de 1977, Nueva Democracia ganó nuevamente una amplia mayoría parlamentaria de 171 escaños, aunque con un porcentaje reducido de voto popular (41,84%). Bajo Karamanlis, Grecia redefinió sus relaciones con la OTAN e intentó resolver la disputa de Chipre tras la invasión turca de la isla. En 1979 se llevó a cabo la primera conferencia del partido en Chalkidiki, donde se aprobaron por unanimidad sus principios ideológicos definidos bajo el término 'liberalismo radical', así como su estatuto y el reglamento de funcionamiento de sus organizaciones. Fue la primera conferencia de cualquier partido político griego cuyos delegados fueron elegidos por los miembros.
La visión de Karamanlis sobre la adhesión de Grecia a las Comunidades Europeas, a pesar de la decidida oposición del Movimiento Socialista Panhelénico (PASOK) y el Partido Comunista de Grecia (KKE), condujo a la firma del Tratado de Adhesión el 28 de mayo de 1979 en Atenas; tras la ratificación de la ley por el Consejo de los Helenos el 28 de junio de 1979, Grecia se convirtió en el décimo Estado miembro de las Comunidades Europeas el 1 de enero de 1981. Karamanlis fue criticado por los partidos de oposición por no celebrar un referéndum, a pesar de que la adhesión de Grecia a las Comunidades Europeas habían estado al frente de la plataforma política de Nueva Democracia, bajo la cual el partido había sido elegido para el poder. Mientras tanto, Karamanlis renunció al cargo de primer ministro en 1980 y fue elegido presidente de Grecia por el parlamento, cargo que ocupó hasta 1985. Georgios Rallis fue elegido nuevo líder de Nueva Democracia y sucedió a Karamanlis en el cargo de primer ministro.

### Oposición y ascenso al poder de Mitsotakis (1981-1989)
Bajo el liderazgo de Georgios Rallis, Nueva Democracia fue derrotada en las elecciones legislativas de 1981 por el Movimiento Socialista Panhelénico (PASOK) de Andreas Papandreou, que se presentó con una plataforma progresista de izquierda, y se colocó en la oposición por primera vez con el 35,87% de los votos y 115 escaños. El mismo día, el 18 de octubre de 1981, Nueva Democracia también fue derrotada en las primeras elecciones griegas al Parlamento Europeo. En diciembre siguiente, el grupo parlamentario del partido eligió a Evangelos Averoff, exministro de Defensa Nacional, como presidente de Nueva Democracia, pero renunció en 1984 por problemas de salud. El 1 de septiembre de 1984 le sucedió Konstantinos Mitsotakis en la presidencia del partido y consiguió aumentar su porcentaje en las elecciones de 1985 hasta el 40,85%, aunque volvió a ser derrotado y permaneció en la oposición.

### Segundo gobierno (1989-1993)

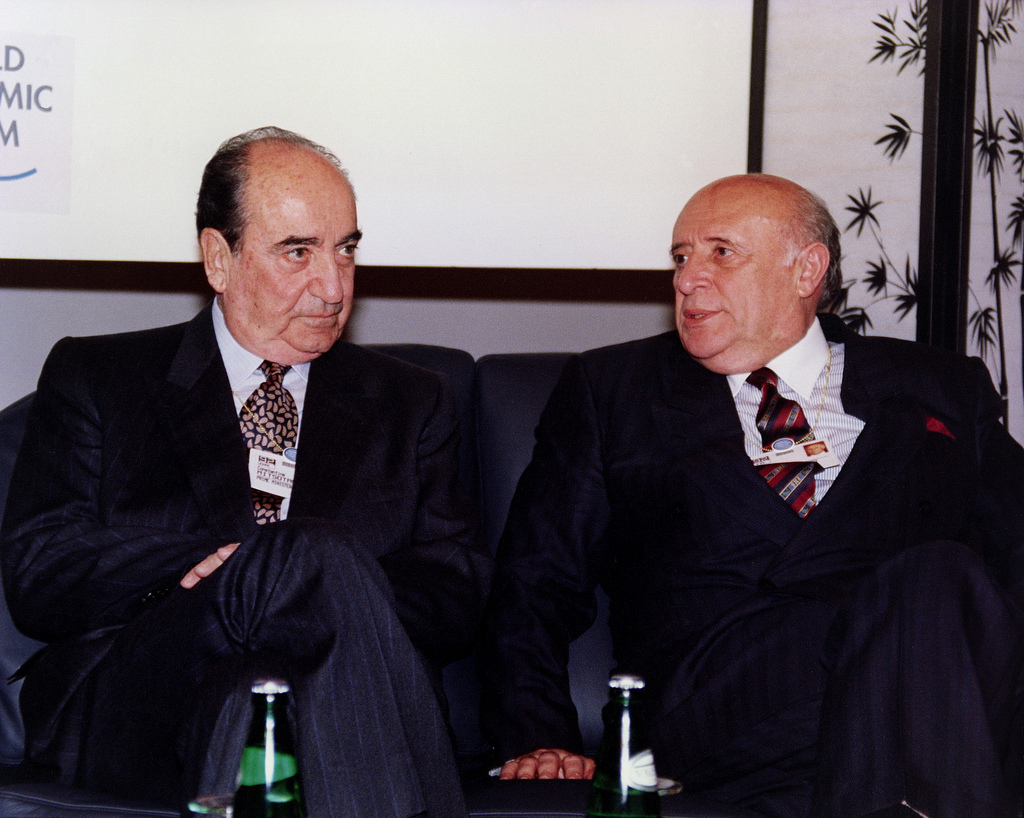
Konstantinos Mitsotakis y Süleyman Demirel (primeros ministros de Grecia y Turquía respectivamente) en el Foro Económico Mundial de 1992

Mitsotakis llevó a Nueva Democracia a una clara victoria en las elecciones legislativas de junio de 1989 registrando el 44,28% de los votos pero, debido a la modificación de la ley electoral por parte del gobierno saliente del PASOK, Nueva Democracia obtuvo solo 145 escaños que no fueron suficientes para formar gobierno. por sí mismo. Las consecuencias fueron la formación de un gobierno de coalición bajo Tzannis Tzannetakis, formado por Nueva Democracia y Coalición de la Izquierda y el Progreso (Synaspismos), y este último también incluía en ese momento al Partido Comunista de Grecia (KKE). En las elecciones de noviembre de 1989, Nueva Democracia obtuvo una victoria más cómoda, aumentando su participación al 46,19% de los votos y 148 escaños pero, bajo la misma ley electoral, todavía les faltaba formar un gobierno y esto condujo a un gobierno de unidad junto con PASOK y Synaspismos, bajo Jenofonte Zolotas.
Finalmente, en las elecciones de 1990, Nueva Democracia de Mitsotakis derrotó una vez más al PASOK de Papandreou con una ventaja del 8,28%, pero esta vez el 46,89% de los votos les otorgó 150 escaños, lo que permitió a Mitsotakis formar una mayoría en el parlamento con el apoyo del Diputado único de Renovación Democrática (DIANA) y un escaño más otorgado por el Tribunal Supremo Especial, luego de que se detectara un error en el cómputo de escaños. Después de tres amplias victorias consecutivas con altos porcentajes de votos, Mitsotakis se convirtió en el 178.º Primer ministro de Grecia y el 7.º Primer ministro de la Tercera República Helénica, aunque con una estrecha mayoría parlamentaria de 152 escaños debido a la ley electoral vigente en ese momento.
En un entorno político internacional turbulento tras la caída del comunismo en Europa en 1989, el gobierno de Mitsotakis se centró en recortar el gasto público, privatizar empresas estatales, reformar la administración pública y restaurar el sistema electoral original, con la adición de un umbral electoral del 3%. En política exterior, las prioridades fueron la restauración de la confianza entre los socios económicos y políticos de Grecia, la OTAN y los Estados Unidos. Mitsotakis también apoyó un nuevo diálogo con Turquía sobre la disputa de Chipre y un compromiso sobre la disputa sobre el nombre de Macedonia; esto último desató la irritación entre los diputados de Nueva Democracia, lo que llevó a Andonis Samaras a dejarlo y formar un nuevo partido político en junio de 1993, Primavera Política; una retirada más tarde de su grupo parlamentario resultó en la pérdida de la mayoría de Nueva Democracia en el parlamento y la convocatoria de elecciones anticipadas.

### Oposición (1993-2004)
En las elecciones de 1993, Nueva Democracia sufrió una fácil derrota con el 39,30% de los votos, lo que provocó la dimisión de Mitsotakis y la elección de Miltiadis Evert en la dirección del partido. En las elecciones legislativas de 1996, Nueva Democracia fue derrotada nuevamente por el PASOK de Costas Simitis con un 38,12%, pero Evert obtuvo la reelección como líder del partido ese mismo año. Sin embargo, en la primavera de 1997 se llevó a cabo una nueva conferencia para elegir un nuevo presidente entre otros. Kostas Karamanlis, sobrino del fundador del partido, fue elegido sexto presidente de Nueva Democracia.
Bajo Karamanlis, Nueva Democracia experimentó un evidente aumento de popularidad, pero en las elecciones de 2000 perdió por sólo el 1,06% del voto popular, el margen más pequeño en la historia moderna griega, registrando el 42,74% y obteniendo 125 escaños en el parlamento. Para 2003, Nueva Democracia lideraba consistentemente al PASOK de Simitis en las encuestas de opinión; en enero de 2004, Simitis renunció y anunció elecciones para el 7 de marzo, mientras que Yorgos Papandreu lo sucedió en el liderazgo del PASOK.

### Tercer gobierno (2004-2009)

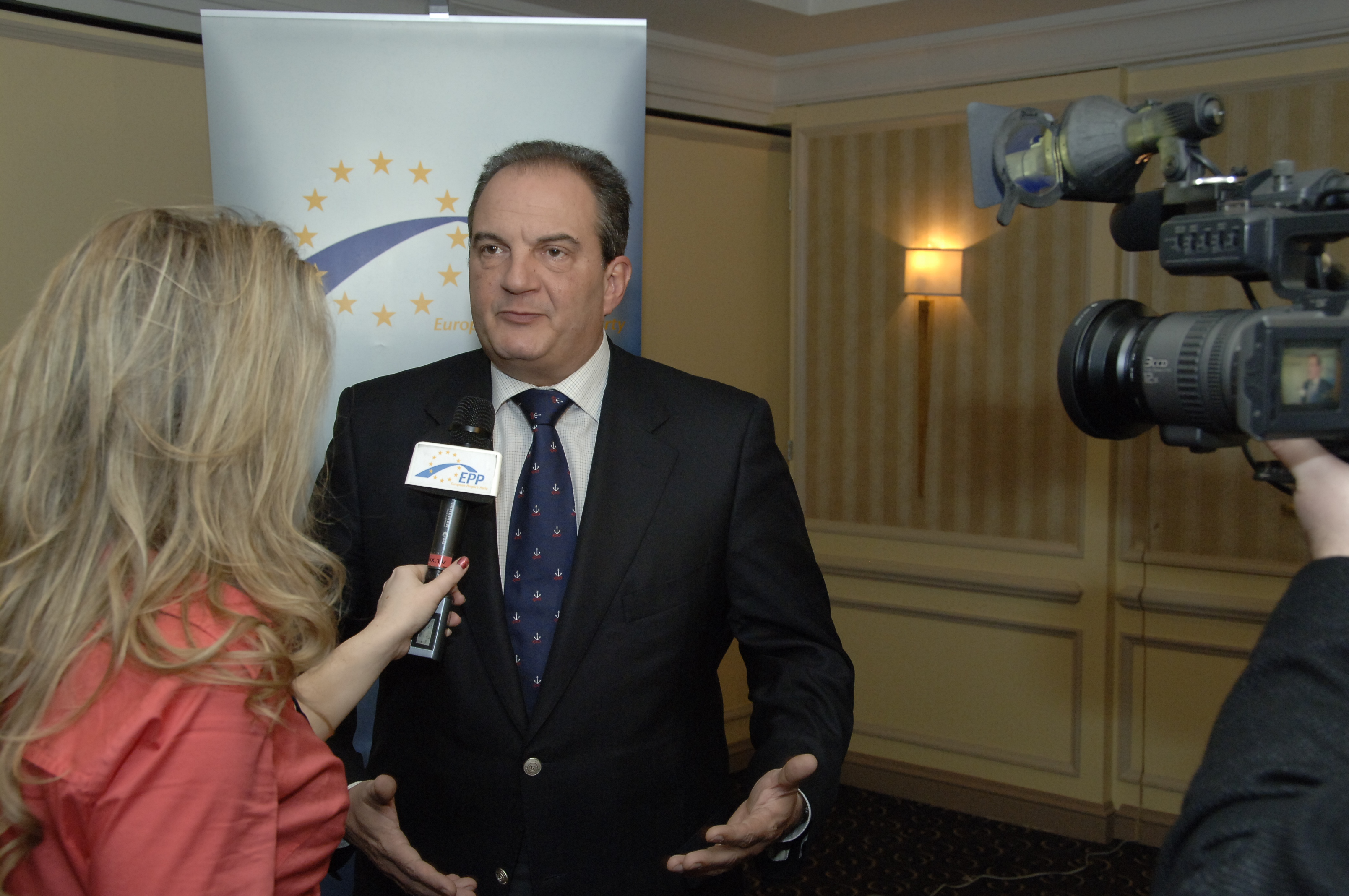
Kostas Karamanlis dando una entrevista en una cumbre del EPP de 2008

A pesar de las especulaciones de que Papandreou lograría restaurar la suerte del Movimiento Socialista Panhelénico (PASOK), en las elecciones de 2004, Karamanlis logró una clara victoria con el 45,36% de los votos y 165 escaños, y Nueva Democracia volvió al poder después de once años en la oposición, anotando un récord histórico, récord de 3.359.682 votos en la historia de las elecciones griegas. Las regiones que consistentemente apoyan Nueva Democracia incluyen el Peloponeso, Macedonia Central y Macedonia Occidental. Por otro lado, el partido es débil en Creta, las Islas del Egeo, Ática y Grecia Occidental.
El 16 de septiembre de 2007, Kostas Karamanlis ganó la reelección con una mayoría reducida en el Parlamento y declaró: 'Gracias por su confianza. Ha hablado alto y claro y ha elegido el rumbo que tomará el país en los próximos años.' George Papandreou del PASOK, aceptó la derrota (el partido Nueva Democracia con 41,84% y el partido de oposición PASOK con 38,1%).

### Derrota de 2009

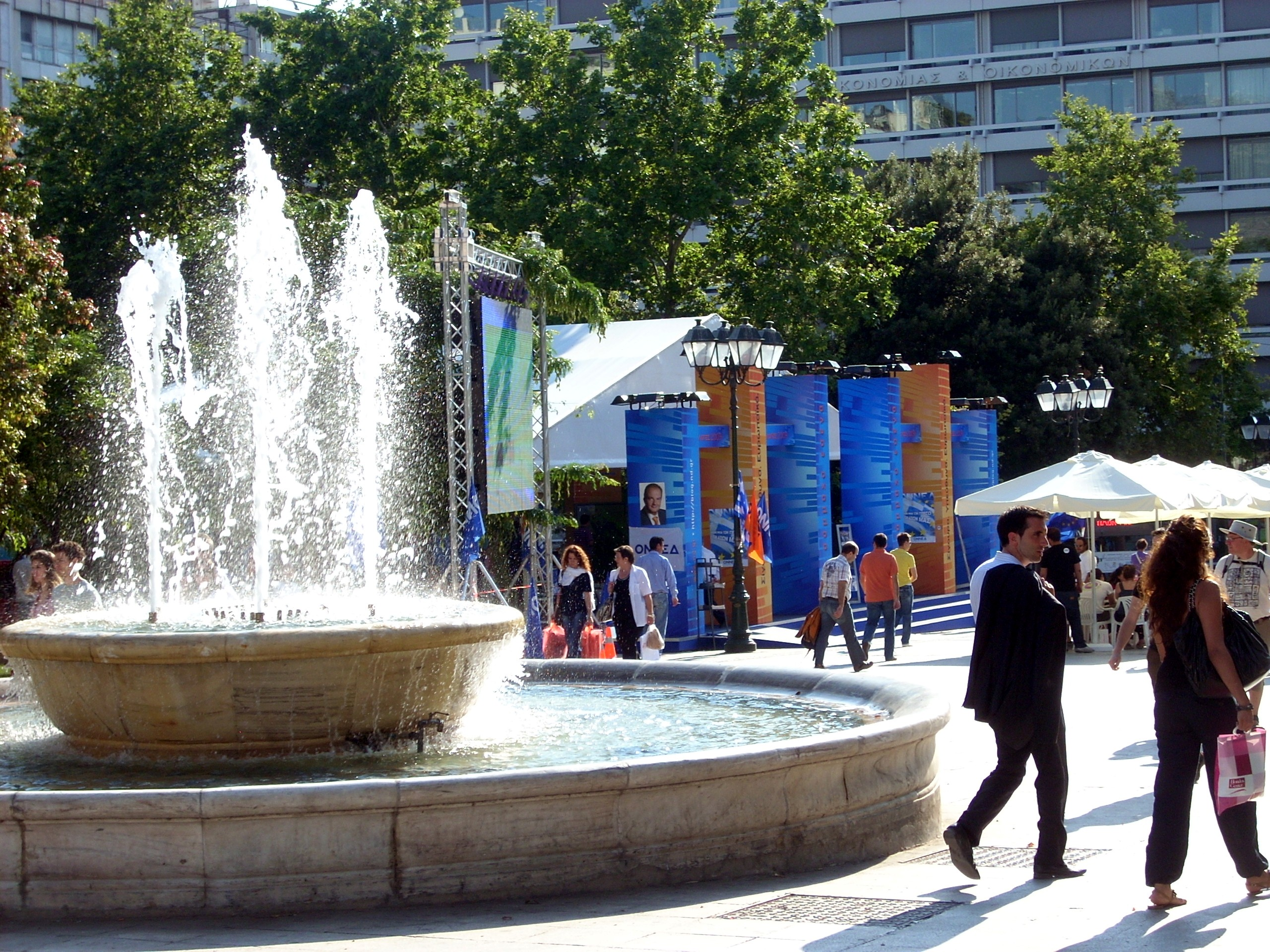
Campaña política del partido Nueva Democracia antes de las elecciones al Parlamento Europeo en Grecia en 2009.

El 2 de septiembre de 2009, Karamanlis anunció su intención de convocar elecciones, aunque no fuese necesario hasta septiembre de 2011. El parlamento se disolvió el 9 de septiembre y las elecciones legislativas de 2009 se celebraron el 4 de octubre. La participación de Nueva Democracia en el voto parlamentario se redujo al 33,47% (un descenso del 8,37%) y ganaron solo 91 de 300 escaños, cayendo en 61 desde las últimas elecciones. El rival PASOK se disparó al 43,92% (un 5,82% más), y obtuvo 160 escaños (58 más). El recuento del 33,5 % marcó un mínimo histórico para el partido desde su fundación en 1974. Karamanlis admitió la derrota y declaró que renunciaría como líder de Nueva Democracia y no se presentaría como candidato en las próximas elecciones del partido. Dos Exministros de Relaciones Exteriores, Dora Bakoyannis y Andonis Samaras, así como el Prefecto de Tesalónica Panagiotis Psomiadis fueron anunciados como candidatos, siendo Samaras el favorito para ganar.

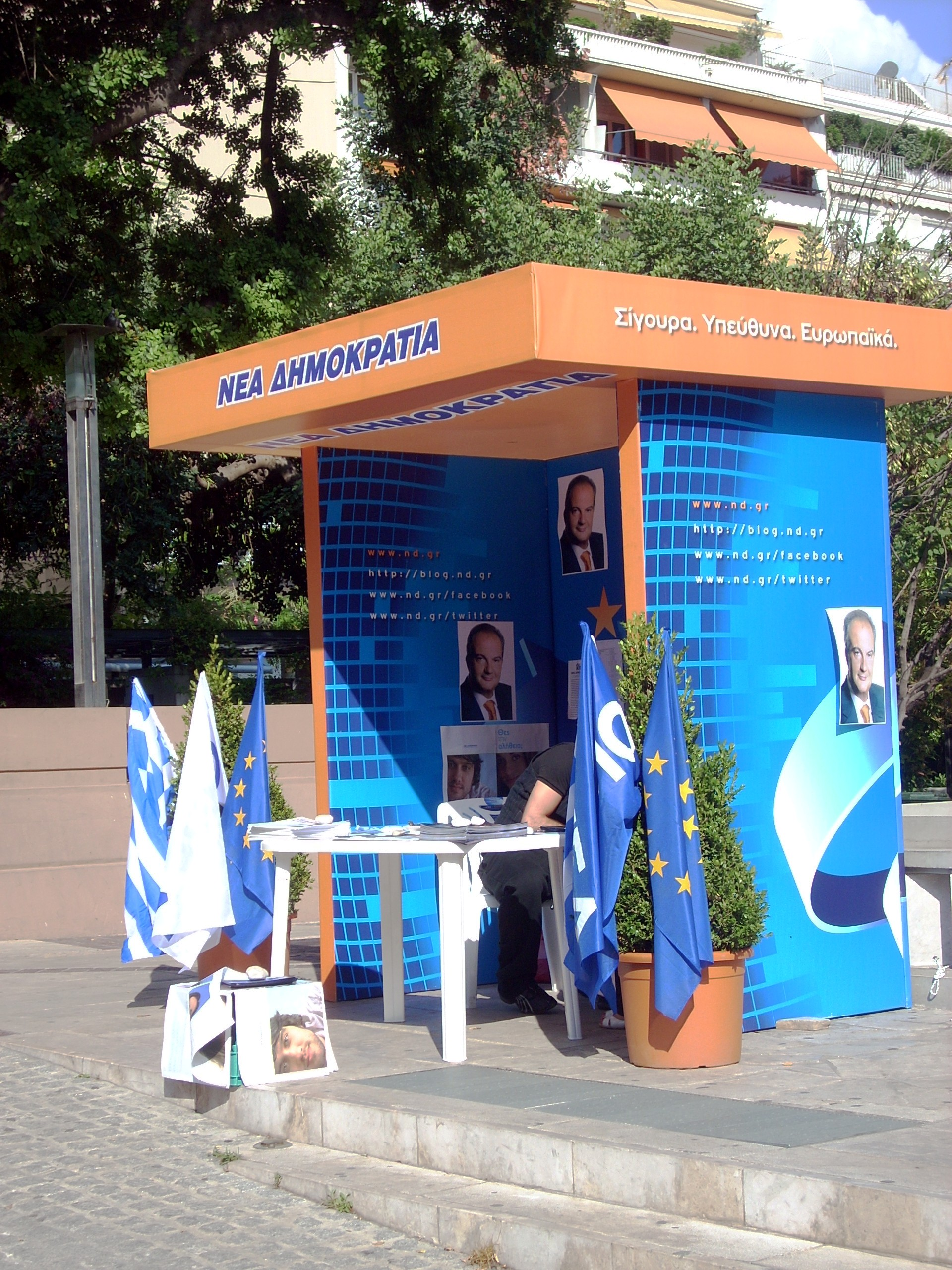
Quiosco de Nueva Democracia en Atenas para las elecciones legislativas griegas de 2009.

El 29 de noviembre de 2009, Antonis Samaras fue elegido nuevo líder de Nueva Democracia por la base del partido en las elecciones de liderazgo de 2009. Tras los primeros resultados que mostraban a Samaras a la cabeza, su principal rival, Dora Bakoyannis, admitió la derrota y felicitó a Samaras por su elección; más tarde dejó Nueva Democracia para fundar su propio partido, Alianza Democrática. El propio Samaras también había dejado Nueva Democracia en 1992 debido a su postura firme sobre la disputa sobre el nombre de Macedonia y fundó su propio partido, Primavera Política; regresó a Nueva Democracia en 2004.

### Crisis de la deuda pública de 2011
Nueva Democracia estuvo en la oposición durante la primera fase (2009-2011) de la crisis de la deuda del gobierno griego, que incluyó el primer paquete de rescate acordado en mayo de 2010. El partido no apoyó el primer paquete de rescate de la UE/FMI de mayo de 2010 y los tres paquetes de austeridad de marzo de 2010, mayo de 2010 y junio de 2011. El 27 de octubre de 2011, el primer ministro George Papandreou acordó otras medidas con la UE y los bancos privados y las aseguradoras. El objetivo era completar las negociaciones para finales de año y poner en marcha un segundo paquete completo de rescate para complementar el acordado en mayo. 2010. Samaras inicialmente criticó el trato. En realidad, Nueva Democracia había desestimado el acuerdo entre partidos incluso antes de que se acordara el trato.
Unos días después, Papandreou anunció un referéndum sorpresa. Durante las frenéticas negociaciones que siguieron, Samaras ofreció apoyar el paquete de austeridad que inicialmente había condenado si Papandreu renunciaba y se nombraba un gobierno interino para llevar al país a las elecciones a principios del nuevo año.
El referéndum nunca se llevó a cabo y Papandreou renunció a principios de noviembre de 2011. Nueva Democracia apoyó al nuevo gobierno de unidad nacional encabezado por Lucas Papademos; sin embargo, el apoyo del partido a la austeridad parecía tibio al principio.
A los pocos días, los funcionarios del partido hablaron de 'renegociar' los acuerdos existentes con la UE y el FMI. Los socios de la UE solicitaron que Samaras firmara una carta comprometiéndose con los términos del paquete de rescate, en lo que se consideró un esfuerzo por mantener contentos a los elementos nacionalistas de su partido. Samaras argumentó que su palabra debería ser suficiente y que la exigencia de un compromiso por escrito era 'humillante'. Tanto Papademos como la UE insistieron en un compromiso por escrito. Nueva Democracia reiteró su llamado a nuevas elecciones. Se dijo que Samaras estaba enfureciendo a los líderes europeos al respaldar solo parcialmente el programa de reforma internacional. En febrero de 2012 se pospuso una reunión de ministros de finanzas de la eurozona, cuando se hizo evidente que no todos los principales partidos políticos estaban dispuestos a comprometerse a cumplir las condiciones exigidas a cambio del paquete de rescate; un día después, Samaras cambió de rumbo y escribió a la Comisión Europea y al FMI, prometiendo implementar las medidas de austeridad si su partido ganaba las elecciones generales en abril. El ministro de Finanzas alemán, Wolfgang Schäuble, sugirió posponer las elecciones y establecer un pequeño gabinete tecnocrático como el de Italia para dirigir Grecia durante los próximos dos años.

### Cuarto gobierno con PASOK (2012-2015)
En las elecciones de mayo de 2012, Nueva Democracia recuperó el partido más grande pero no pudo obtener la mayoría. La izquierdista antiausteridad Coalición de la Izquierda Radical (SYRIZA), dirigido por Alexis Tsipras, se convirtió en el segundo partido más grande y se negó a negociar con Nueva Democracia y PASOK. Después de las elecciones generales, Nueva Democracia no pudo formar un gobierno de coalición.
Durante su gobierno, Nueva Democracia introdujo una estricta política de inmigración y propuso fortalecer esta política como parte de su agenda política.

### En oposición (2015-2019)
En su campaña electoral para las elecciones legislativas de enero de 2015, Samaras prometió continuar con su plan para salir del rescate y volver al crecimiento mediante más privatizaciones, una tasa impositiva corporativa reducida al 15 por ciento y una recapitalización de los bancos de Grecia. El partido recibió un total de 747 214 € de financiación estatal, la mayor parte de todos los partidos políticos de Grecia. En las elecciones, ND fue derrotado por SYRIZA. El 5 de julio de 2015, Samaras renunció a la dirección del partido.
Nueva Democracia fue nuevamente derrotada por SYRIZA en las elecciones de septiembre de 2015, pero mantuvo su número de escaños en el Consejo de los Helenos. El 10 de enero de 2016, Kyriakos Mitsotakis fue elegido nuevo líder del partido.
El 4 de octubre de 2018, el partido adoptó un nuevo logo.

### Quinto gobierno (2019-presente)
En las elecciones legislativas de 2019, Nueva Democracia ganó 158 escaños en el Consejo de los Helenos de 300 escaños, la mayoría de los escaños, lo que le permitió formar un gobierno propio bajo el primer ministro Kyriakos Mitsotakis.
Durante la pandemia de COVID-19, los esfuerzos de Mitsotakis para lidiar con el bloqueo prolongado en Grecia recibieron elogios generalizados de la prensa griega e internacional, analistas, y académicos, por el buen -enfoque estructurado y confianza continua en la experiencia científica del grupo de trabajo griego sobre pandemias, encabezado por Sotiris Tsiodras. En 2021, el país logró mantener los nuevos casos de COVID-19 en niveles bajos imponiendo estrictos confinamientos consecutivos en Atenas y Tesalónica, y habilitando diferentes protocolos de emergencia para las zonas rurales. Al mismo tiempo, el gobierno se centró en hacer frente a la pandemia antes del lanzamiento de la temporada turística de verano de 2021 en un intento por impulsar la economía del país.
Durante su mandato como primer ministro, Mitsotakis recibió elogios por su gobierno proeuropeo y tecnocrático, su manejo de la pandemia de COVID-19, y su gestión general de la economía griega, con Grecia siendo nombrada el mejor actor económico para 2022 por The Economist. Esto se debió en particular a que Grecia en 2022 pudo pagar antes de lo previsto 2.700 millones de euros (2.870 millones de dólares) de préstamos adeudados a países de la eurozona en el marco del primer rescate que recibió durante su crisis de deuda de una década, además de estar al borde de alcanzar la calificación de grado de inversión. Sin embargo, Mitsotakis también ha recibido críticas, ya que durante su mandato, Grecia ha experimentado un aumento de la corrupción, y un deterioro de la libertad de prensa. Su mandato también se vio empañado por el escándalo de corrupción de Novartis, el escándalo de las escuchas telefónicas de 2022 y el accidente del tren Tempi. Además, ha recibido elogios y críticas por su manejo de la migración, recibiendo elogios y ayuda de la Unión Europea, pero críticas de periodistas y activistas por las devoluciones, que su gobierno ha negado.
En las elecciones de mayo de 2023, la única elección que utilizó el sistema puramente proporcional introducido por SYRIZA en 2016, Mitsotakis llevó al partido a lograr la pluralidad de escaños en el parlamento. Poco después de que se anunciaran los resultados, Mitsotakis convocó elecciones anticipadas para el mes siguiente, y esta elección volvió al sistema de bonificación por mayoría.

## Ideología
El partido denuncia el acuerdo de Prespa, aprobado en 2018, sobre el reconocimiento de Macedonia del Norte y acusa al primer ministro Alexis Tsipras de "traicionar a la nación", adoptando una retórica nacionalista.
De cara a las elecciones parlamentarias de julio de 2019, promete recortar el IVA, los impuestos sobre los beneficios de las empresas, acelerar las privatizaciones, externalizar algunos servicios públicos y aplicar un programa de "evaluación" de los funcionarios.
La académica Filippa Chatzistavrou señala que tras las elecciones parlamentarias de 2019, la caída de Amanecer Dorado y la apertura de Nueva Democracia a su derecha "ha reunido a una derecha xenófoba, a una derecha populista-nacionalista y a un centro-derecha liberal". Esta mezcla política gira en torno a tres polos: una forma de autoritarismo en la gestión del Estado; una agenda muy liberal en el frente económico; un populismo nativista que hace hincapié en la política de identidad." 

## Líderes del Partido
| Nombre                         | Foto | Inicio                  | Fin                     | Otros cargos |
| ------------------------------ | ---- | ----------------------- | ----------------------- | --- |
| Konstantinos Karamanlis        |      | 4 de octubre de 1974    | 8 de mayo de 1980       | Presidente de Grecia (1990-1995; 1980-1985) Primer ministro de Grecia (1974-1980; 1961-1963; 1958-1961; 1955-1958) |
| Georgios Rallis                |      | 8 de mayo de 1980       | 9 de diciembre de 1981  | Primer ministro de Grecia (1980-1981) Ministro de Relaciones Exteriores (1978-1980) Ministro de Educación Nacional y Asuntos Religiosos (1976-1977) Ministro del Interior (1961-1963)                                                          |
| Evangelos Averoff              |      | 9 de diciembre de 1981  | 1 de septiembre de 1984 | Ministro de Defensa Nacional (1974-1981) Ministro de Relaciones Exteriores (1961-1963; 1958-1961; 1956-1958) |
| Konstantinos Mitsotakis        |      | 1 de septiembre de 1984 | 3 de noviembre de 1993  | Primer ministro de Grecia (1990-1993) Ministro de Relaciones Exteriores (abril-agosto de 1992; 1980-1981) Ministro del Egeo (1991-1993) Ministro de Coordinación (1978-1980; 1965-1966) Diputado del Consejo de los Helenos (1946-2004)        |
| Miltiades Evert                |      | 3 de noviembre de 1993  | 21 de marzo de 1997     | Alcalde de Atenas (1987-1989) Ministro de Finanzas (1980-1981) |
| Kostas Karamanlis              |      | 21 de marzo de 1997     | 30 de noviembre de 2009 | Primer ministro de Grecia (2004-2009) Ministro de Cultura (2004-2006) Diputado del Consejo de los Helenos (1989-presente) |
| Antonis Samaras                |      | 30 de noviembre de 2009 | 5 de julio de 2015      | Primer ministro de Grecia (2012-2015) Ministro de Cultura y Deportes (enero-octubre de 2009) Diputado del Parlamento Europeo (2004-2007) Ministro de Relaciones Exteriores (1990-1992; 1989-1990) Ministro de Finanzas (julio-octubre de 1989) |
| Vangelis Meimarakis (interino) |      | 5 de julio de 2015      | 24 de noviembre de 2015 | Diputado del Parlamento Europeo (2019-presente) Presidente del Consejo de los Helenos (2012-2015) Ministro de Defensa Nacional (2006-2009) Diputado del Consejo de los Helenos (1989-2019)                                                     |
| Ioannis Plakiotakis (interino) |      | 24 de noviembre de 2015 | 10 de enero de 2016     | Ministro de Navegación y Política Insular (2019-presente) Diputado del Consejo de los Helenos (2004-presente) |
| Kyriakos Mitsotakis            |      | 10 de enero de 2016     | presente                | Primer ministro de Grecia (2019-presente) Ministro de Reforma Administrativa (2013-2015) Diputado del Consejo de los Helenos (2004-presente)                                                                                                   |

## Resultados electorales

### Consejo de los Helenos
| Año     | Votos     | Votos  | Votos | Consejeros | Consejeros | Posición  | Puesto | Notas                     |
| Año     | #         | %      | ± %   | #          | ±          | Posición  | Puesto | Notas                     |
| ------- | --------- | ------ | ----- | ---------- | ---------- | --------- | ------ | ------------------------- |
| 1974    | 2,669,133 | 54.37% |       | 220/300    |            | Gobierno  | 1°     |                           |
| 1977    | 2,146,365 | 41.84% | 12.6  | 171/300    | 49         | Gobierno  | 1°     |                           |
| 1981    | 2,034,496 | 35.88% | 5.9   | 115/300    | 56         | Oposición | 2°     |                           |
| 1985    | 2,599,681 | 40.85% | 4.9   | 126/300    | 11         | Oposición | 2°     |                           |
| 06/1989 | 2,887,488 | 44.28% | 3.5   | 145/300    | 19         | Gobierno  | 1°     | Sin formación de gobierno |
| 11/1989 | 3,093,479 | 46.19% | 1.9   | 148/300    | 3          | Gobierno  | 1°     | Sin formación de gobierno |
| 1990    | 3,088,137 | 46.89% | 0.7   | 150/300    | 2          | Gobierno  | 1°     |                           |
| 1993    | 2,711,737 | 39.30% | 7.6   | 111/300    | 39         | Oposición | 2°     |                           |
| 1996    | 2,586,089 | 38.12% | 1.2   | 108/300    | 3          | Oposición | 2°     |                           |
| 2000    | 2,935,196 | 42.74% | 4.6   | 125/300    | 17         | Oposición | 2°     |                           |
| 2004    | 3,360,424 | 45.36% | 2.7   | 165/300    | 40         | Gobierno  | 1°     |                           |
| 2007    | 2,994,979 | 41.87% | 3.6   | 152/300    | 13         | Gobierno  | 1°     |                           |
| 2009    | 2,295,967 | 33.47% | 8.3   | 91/300     | 61         | Oposición | 2°     | Gobierno desde 2011       |
| 05/2012 | 1,192,103 | 18.85% | 14.6  | 108/300    | 17         | Gobierno  | 1°     | Sin formación de gobierno |
| 06/2012 | 1,825,497 | 29.66% | 10.8  | 129/300    | 21         | Gobierno  | 1°     |                           |
| 01/2015 | 1,718,815 | 27.81% | 1.9   | 76/300     | 53         | Oposición | 2°     |                           |
| 09/2015 | 1,526,205 | 28.09% | 0.3   | 75/300     | 1          | Oposición | 2.º    |                           |
| 2019    | 2,251,411 | 39.85% | 11.7  | 158/300    | 83         | Gobierno  | 1º     |                           |
| 05/2023 | 2,403,918 | 40.79% | 0.94  | 146/300    | 12         | Gobierno  | 1º     | Sin formación de gobierno |
| 06/2023 | 2,113,087 | 40.55% | 0.24  | 158/300    | 12         | Gobierno  | 1º     |                           |

### Elecciones al Parlamento Europeo
| Parlamento Europeo | Parlamento Europeo | Parlamento Europeo | Parlamento Europeo | Parlamento Europeo | Parlamento Europeo | Parlamento Europeo | Parlamento Europeo     |
| Elección           | Votos              | %                  | ±                  | Escaños            | +/−                | Posición           | Líder                  |
| ------------------ | ------------------ | ------------------ | ------------------ | ------------------ | ------------------ | ------------------ | ---------------------- |
| 1981               | 1,779,462          | 31.3%              | Nuevo              | 8/24               | 8                  | #2                 | Georgios Rallis        |
| 1984               | 2,266,568          | 38.1%              | +6.8               | 9/24               | 1                  | #2                 | Evangelos Averoff      |
| 1989               | 2,647,215          | 40.5%              | +2.4               | 10/24              | 1                  | #1                 | Constantine Mitsotakis |
| 1994               | 2,133,372          | 32.7%              | -7.8               | 9/25               | 1                  | #2                 | Miltiadis Evert        |
| 1999               | 2,314,371          | 36.0%              | +3.3               | 9/25               | 0                  | #1                 | Kostas Karamanlis      |
| 2004A              | 2,633,961          | 43.0%              | +4.7               | 11/24              | 2                  | #1                 | Kostas Karamanlis      |
| 2009               | 1,655,636          | 32.3%              | -10.7              | 8/22               | 3                  | #2                 | Kostas Karamanlis      |
| 2014               | 1,298,713          | 22.7%              | -9.6               | 5/21               | 3                  | #2                 | Antonis Samaras        |
| 2019               | 1,872,814          | 33.1%              | +10.4              | 8/21               | 3                  | #1                 | Kyriakos Mitsotakis    |
| 2024               | 1,125,602          | 28.3%              | -4.8               | 7/21               | 1                  | #1                 | Kyriakos Mitsotakis    |

A Los resultados de 2004 se comparan con los totales combinados de ND y Primavera Política (POLAN) en las elecciones de 1999.

## Símbolos
El símbolo tradicional del partido ha sido la antorcha de la libertad, incorporada en su logo, aunque de forma estilizada en el logo adoptado en 2018.

### Logos

Logo del Partido, 1978–2010Logo del Partido, 1978–2010
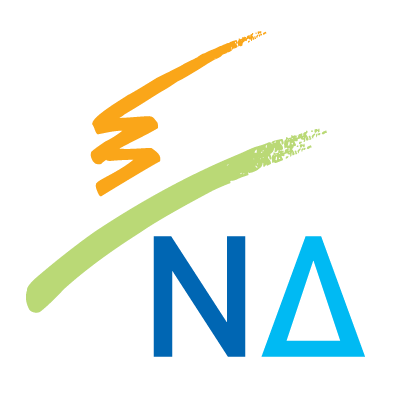
Logo del Partido, 2010–2018
Logo Actual, desde 2018